# 台中市公車203路
台中市公車203路目前行駛自愛心家園醫護室經新田至豐原。

## 歷史
- 2013年1月1日：移撥為臺中市公車，原為公路客運6603「臺中－新田－豐原」。
- 2013年11月30日：「中廣電臺」站更名為「三光國中」。
- 2014年1月1日：增加停靠「軍功松竹路口」、「三民錦中街口」；豐原端增開08:20班次。
- 2014年6月15日：「三和里」站更名為「東山旱溪西路口」。
- 2014年12月8日：原起點「臺中火車站」延駛至「豐富公園」，並將路線名稱由台中火車站－豐原（經新田）更改為「豐富公園－豐原（經新田）」，延駛後途中新增「三民西柳川東路口」、「三民西民興街口」、「奉順宮」、「公館公園（自由路）」、「地方法院」、「臺中女中」、「民權繼光街口」站位，其中「臺中火車站」、「干城站」改為雙邊設站，並取消停靠「彰化銀行（自由路）」及「電力公司」站位。
- 2015年4月1日：「臺中火車站」（往豐富公園方向）站牌由中區建國路105號遷移至中區建國路97號。
- 2015年8月3日：繞經豐南國中，增設「 豐田田心路口」、「豐南國中」、「豐原藝文館」等站，取消停靠「豐原區公所」站，並微調發車時刻。
- 2016年2月5日：「干城站」（往臺中火車站方向站位）往臺中火車站方向遷移至「雙十路一段29號」。
- 2016年7月18日：由豐富公園端延駛至「愛心家園醫護室」，延駛後路線名稱不變。
- 2017年4月16日：配合「東山路地下道填平工程」道路管制禁止通行，2017年4月16日起改道為「北屯路－太原路－旱溪西路－東山路」，改道後暫時取消停靠「北屯」至「東山旱溪西路口」區間站位，並臨時增設「旱溪西東山路口」招呼站。[2]
- 2017年5月23日：配合「東山路地下道填平工程」，臨時增設「太原三光巷口」。
- 2017年10月25日：因「東山路地下道填平工程」完工恢復原行駛動線，臨時增設「旱溪西東山路口」及「太原三光巷口」裁撤。
- 2017年11月1日：配合「圓環東路地下道填平工程」道路管制通行，2017年11月1日起改道為「豐田路－豐南街－中山路」，改道後暫時取消停靠「豐原藝文館」及「圓環東自強南街口」，改道行經之既有站位皆停靠。[3]
- 2018年10月29日：「新興」更名為「潭子聯合辦公大樓」。
- 2019年1月1日：「臺中火車站」更名為「臺中車站(民族路口)」。
- 2019年10月17日：調整部分班次發車時刻。
- 2019年11月30日：調整部分班次發車時刻。
- 2024年5月15日：「福德祠」更名為「福德祠(豐興路)」。

## 路線基本資料
單程行車里數約21.9公里，單程行車時間約60分鐘。往豐原共63站，往愛心家園醫護室共62站。
往豐原：沿東興路一段、文心南五路、精誠南路、三民西路、自由路一段、民權路、建國路、民族路、自由路、雙十路、精武路、三民路、北屯路、東山路、軍功路、豐興路、鐮村路、田心路、豐田路、豐南街、育仁路、圓環東路、中山路、中正路、 和平街、三民路行駛。
往愛心家園醫護室：沿三民路、信義街、中正路、中山路、圓環東路、育仁路、豐南街、豐田路、田心路、鐮村路、豐興路、軍功路、東山路、北屯路、三民路、精武路、雙十路、建國路、民權路、自由路一段、三民西路、東興路一段行駛。

### 時刻表
- 時刻表僅供參考，請以豐原客運網站公告為準。
- 時刻表更新時間為2025年5月12日。

| 台中市公車203路平日時刻列表 | 台中市公車203路平日時刻列表 | 台中市公車203路平日時刻列表 | 台中市公車203路平日時刻列表 |
| --------------------------- | --------------------------- | --------------------------- | --------------------------- |
| 愛心家園醫護室開時刻        | 愛心家園醫護室開備註        | 豐原開時刻                  | 豐原開備註                  |
| 14:00                       | -                           | 07:20                       | -                           |
| 18:15                       | -                           | 08:15                       | -                           |
| -                           | -                           | 12:30                       | -                           |
| -                           | -                           | 16:40                       | -                           |

| 台中市公車203路例假日及寒暑假時刻列表 | 台中市公車203路例假日及寒暑假時刻列表 | 台中市公車203路例假日及寒暑假時刻列表 | 台中市公車203路例假日及寒暑假時刻列表 |
| ------------------------------------- | ------------------------------------- | ------------------------------------- | ------------------------------------- |
| 愛心家園醫護室開時刻                  | 愛心家園醫護室開備註                  | 豐原開時刻                            | 豐原開備註                            |
| 06:25                                 | -                                     | 06:20                                 | -                                     |
| 07:10                                 | -                                     | 07:20                                 | -                                     |
| 07:50                                 | -                                     | 08:20                                 | -                                     |
| 18:10                                 | -                                     | 12:30                                 | -                                     |
| -                                     | -                                     | 16:25                                 | -                                     |

### 收費
- 依里程計費；刷電子票證10公里免費。
- 里程計費說明：
  - 基本里程：8公里。
  - 基本里程票價全票20元、半票11元。
  - 超過基本里程（8公里）計費方式：
    - 全票=[2.431 x 搭乘里程數x （1+5%營業稅）] （四捨五入）
    - 半票=[2.431 x 搭乘里程數x （1+5%營業稅）] x 50% （四捨五入）

  - 兒童、老人、身心障礙者及其陪伴者依規定半票收費。

### 停站
- 參見右側站牌路線圖。
- 路線圖更新時間為2021年1月25日。